# スペル・タイラ
スペル・タイラ（1974年5月28日 - ）は、自身の本名をモチーフにした日本の覆面レスラー。本名：平 英夫（たいら ひでお）。

## 経歴
1991年9月29日、東海プロレスでアマチュアデビュー。
1997年、プロレスラーになるため、メキシコへ渡り、ハン・リーのジムで練習していたがエル・オリエンタルとの関係でアステカブドーカンに住み込みで練習する。10月、アステカブドーカンでコペルニコとタッグを組んで対ブロンコ・パラフォックス&ブロンコ・ゴンザレス組戦でプロデビュー。
1998年2月11日、日本に帰国して東海プロレスに参戦。その後、何度かメキシコへ渡る。
2001年9月、プロレスリング華☆激で行われた入団テストマッチでアステカと対戦して敗れはしたが、そのファイトとテクニックを認められて晴れて合格を勝ち取って華☆激に入団。この時のリングネームはTAIRA。
2002年5月、長年の憧れだった覆面レスラーに転向。
2004年9月、WEEW和歌山大会を最後にメキシコへ渡る。
2006年3月、日本に帰国して華☆激東京大会でリングネームをスペル・タイラに改名。

## 得意技
スペルブエロ
ムイ・マル
ソン・ラス・クアトロ
メキシカンデスワーム
メキシクール
バズソーキック
仰向けになった相手の上半身を起こして相手の左側頭部を振り抜いた右足の甲で蹴り飛ばす。
各種キック

## 入場曲
- 初代 : Mujer Latina Remix（タリア）
- 2代目 : Oye（グロリア・エステファン）

## タイトル歴
- 博多ライトヘビー級王座
- 博多タッグ王座

## エピソード
- 感情剥き出しで力一杯の突貫ファイトとプロレスリング華☆激随一のルチャリブレを併せ持つ。
- メキシコ時代はオリエンタルを初めとするモレノ一家からの評価が高いだけではなく、獅龍（現：カズ・ハヤシ）からの評判もなかなかよかった。
- メキシコが大好きで将来はメキシコに移住したいらしい。
- 初代博多タッグ王座決定トーナメントでタッグパートナーだったツバサのことをメキシコ時代からの師匠として慕っている。
- 素顔はイケメンらしい。
- コスチュームの腰のところにTAIRAと書かれている。
- タイラマンの愛称で親しまれている。